# 澳門奇妙遊
《澳門奇妙遊》（英語：Magical Tour of Macao）是由澳門旅遊局（第一季）及澳門經濟及科技發展局（第二季）合作並作指導，透過芒果TV拍攝及製作的一個微綜藝真人秀節目。節目於2023年1月26日至2月18日期間每逢星期四及星期五18:00於芒果TV播出。第二季命名為《澳門奇妙遊‧街頭篇》，2023年8月15日至9月20日於芒果TV上線，逢星期二及逢星期三18:00播出，每集由明星藝人帶領觀眾體驗不同澳門社區美食和人氣景點，藉此協助各區中小企增加線上曝光及吸引客源。

## 簡介
《澳門奇妙遊》節目由4名中國大陸著名藝人組成的“尋味官小分隊” 體驗澳門美食為主線，以遊戲方式帶觀眾打開澳門之旅，並聚焦於2022年12月首次舉行的“澳門之味巡禮・五都薈萃”，宣揚中西交匯的美味，宣傳澳門創意城市澳門美食之都名片。
《澳門奇妙遊－街頭篇》由澳門經濟及科技發展局、澳門中區南區工商聯會、澳門北區工商聯會、澳門離島工商業聯合會，以及澳門新口岸區工商聯會，與中國大陸芒果TV聯合拍攝，透過明星藝人以遊戲探訪及深度體驗的形式宣傳澳門各個社區的魅力，每集帶領觀眾體驗不同澳門社區美食和人氣景點，藉此推動澳門本地的社區經濟。節目由4位人氣明星藝人化身為“奇妙尋味官”，透過遊戲探訪及深度體驗的形式，帶領觀眾遊走澳門12個特色社區：北區、筷子基、望德堂區、關前正街一帶、新橋區、下環世遺區、東望洋雀仔園、十月初五街區、福隆新街紅窗門、南西灣區、氹仔區及路環市區。

## 播出平台

### 芒果TV
| 季度           | 頻道   | 所在地 | 播出日期               | 播出時間 | 備註                     |
| -------------- | ------ | ------ | ---------------------- | -------- | ------------------------ |
| 第一季         | 芒果TV | 中国   | 2023年1月26日至2月18日 | 18:00    | 每逢星期四及星期五更新。 |
| 第二季：街頭篇 | 芒果TV | 中国   | 2023年8月15日至9月20日 | 18:00    | 每周二及周三播出。       |

### ViuTV
- 2023年11月12日起：逢星期日08:15—08:30（第一季；不設網上重溫、普通話原聲播出）

## 分集

### 第一季
| 期数   | 標題                                                      | 首播日期      | 取景地點                 | 嘉賓                      |
| ------ | --------------------------------------------------------- | ------------- | ------------------------ | ------------------------- |
| 第一期 | 張思帆成首席尋味官上線 劉泳希劉海寬爲美食組團砍價！       | 2023年1月26日 | 澳門銀河                 | 范軍 - 北膳樓主廚         |
| 第二期 | 劉永希拍照張思帆亂入 劉海寬任務可中斷發型不能亂！         | 2023年1月27日 | 新濠天地                 | 歐陽文彥 - 譽瓏軒行政主廚 |
| 第三期 | 迷宮遊戲劉海寬惜敗張思帆 劉泳希成功晉升尋味執行官！       | 2023年2月2日  | 上葡京                   |                           |
| 第四期 | 馬澤涵接替劉泳希吃喝玩樂？ 張思帆挑戰川菜                 | 2023年2月3日  | 美獅美高梅               |                           |
| 第五期 | 馬澤涵張思帆組團購美食 劉海寬化身唐僧版尋味執行官？       | 2023年2月9日  | 氹仔官也街               |                           |
| 第六期 | 輪胎挑戰賽馬澤涵奪冠捧杯 張思帆劉海寬澳門塔空中漫步！     | 2023年2月10日 | 大賽車博物館、澳門旅遊塔 | 澳門旅遊局局長文綺華      |
| 第七期 | 馬澤涵張思帆假裝在倫敦度假？ 劉海寬劉泳希化身服務員上線！ | 2023年2月17日 | 澳門倫敦人               |                           |
| 第八期 | 張思帆收官尋寶遊戲波折不斷 馬澤涵劉海寬上演檸檬挑戰賽！   | 2023年2月18日 | 永利皇宮                 |                           |

### 第二季：街頭篇
| 期数   | 標題                                                    | 首播日期      | 取景地點                                                      | 嘉賓 |
| ------ | ------------------------------------------------------- | ------------- | ------------------------------------------------------------- | ---- |
| 第1期  | 連淮偉劉海寬高秋梓周微微組隊集結 美食打卡PK賽打響！     | 2023年8月15日 | 筷子基 粵菜館及甜品店                                         |      |
| 第2期  | 連淮偉周微微體驗“街頭咖啡師” 高秋梓被打冰機吓出表情包？ | 2023年8月16日 | 望德堂坊 甜品店及咖啡店                                       |      |
| 第3期  | 细节控连淮伟发现打卡线索 刘海宽对暗号高秋梓戏精附体！   | 2023年8月22日 | 北區 （祐漢，包括祐漢市政綜合體內的祐漢熟食中心）             |      |
| 第4期  | 刘海宽上演掏耳勺吃面名场面？连淮伟自信猜歌名结果意外？  | 2023年8月23日 | 關前街一帶（包括大三巴牌坊、關前薈）                          |      |
| 第5期  | 劉海寬周微微在線PK刀工 廚房小白高秋梓上演煎蛋大作戰     | 2023年8月30日 | 新橋區 （馬交茶檔、雅馨緬甸餐廳）                             |      |
| 第6期  | 劉海寬找美食地圖悄悄留一手 連淮偉遭周微微“補刀”傷害？   | 2023年8月31日 | 下環世遺區 （鄭家大屋、下環街、下環街市熟食中心、媽閣廟前地） |      |
| 第7期  | 連淮偉花式賣萌免費獲美食 劉海寬高秋梓點單靠打苦情牌？   | 2023年9月5日  | 東望洋、雀仔園 （雀仔園街市、東望洋新街、嘉思欄花園）         |      |
| 第8期  | “大廚”劉海寬的潇灑煎餃姿勢 連淮偉挑戰記菜單滿分過關！   | 2023年9月6日  | 十月初五日街                                                  |      |
| 第9期  | 劉海寬高秋梓上演“街頭加速” 遊戲王連淮偉撈冰甜度秒解鎖！ | 2023年9月12日 | 福隆新街、紅窗門街、崗頂前地                                  |      |
| 第10期 | 連淮偉設隐藏陷阱“守株待兔”？劉海寬高秋梓大秀廣場舞！    | 2023年9月13日 | 雅文湖畔                                                      |      |
| 第11期 | 美食分隊開啓澳門“打工”生涯 周微微炒菜秀舞逗笑連淮偉     | 2023年9月19日 | 氹仔官也街一帶                                                |      |
| 第12期 | 收官遊戲高秋梓周微微尖叫過關 美食分隊邀約澳門遊第三季   | 2023年9月20日 | 路環市區、氹仔官也街一帶                                      |      |

## 相關反應
2023年2月17日，澳門旅遊局公佈，第一季節目自2023年1月26日首播至今，六集播放量超過7,400萬次。微博話題#澳門奇妙遊#總閱讀量近1,300萬，討論25,000次。
2023年3月10日，澳門旅遊局公佈整輯第一季節目播出後廣受歡迎，8集播放量達1.05億，全網相關內容曝光達3,000萬。微博話題＃澳門奇妙遊＃總閱讀量超過1千3百萬，討論2萬6千次。此外，旅遊局在抖音官方賬號發起話題“即刻出發遊澳門”，激發抖音用戶和網紅的創意，製作澳門旅遊短視頻，增加澳門旅遊主題的網絡流量。深受網民歡迎，進一步提升內地旅客遊澳意欲。同年10月21日，旅遊局公佈第一季6集節目播放量7,400萬，微博話題總閱讀量近1,300萬，討論2.5萬次。
2023年9月21日，經濟及科技發展局公佈，第二季合共12集節目的播放量逾1.4億，全網相關內容曝光逾2.7億，討論量逾190萬，互動量逾320萬；微博話題“澳門奇妙遊街頭篇”總閱讀量超過6,252萬。經濟及科技發展局指節目由4位內地人氣明星藝人引領觀眾走進本澳12個別具特色的社區之中，深入各區的大街小巷，探尋澳門各區的美食美景，為“十一黃金周”宣傳引客做足準備，協助澳門中小企增加曝光及吸引客源。
2023年11月，經濟及科技發展局公佈，該局聯同多個商會與芒果TV合作拍攝的第二季共12集節目的播放量超過1.6億，全網相關內容曝光超過3.1億，以加強在中國大陸推廣澳門各個社區的美食玩樂特色。

## 外部連結
- 芒果TV—澳門奇妙遊‧綜藝 （页面存档备份，存于）

| 香港 ViuTV 星期日 08:15－08:30 · 2023年12月31日 08:30－08:45 | 香港 ViuTV 星期日 08:15－08:30 · 2023年12月31日 08:30－08:45 | 香港 ViuTV 星期日 08:15－08:30 · 2023年12月31日 08:30－08:45 |
| ------------------------------------------------------------ | ------------------------------------------------------------ | ------------------------------------------------------------ |
|                                                              | 澳門奇妙遊 （2023年11月12日－12月31日）                      |                                                              |
| 虔誠到爆 （08:00－08:30） （重播；2023年9月24日－10月29日）  | 有待更新                                                     |                                                              |